# Johann Heinrich Amman
Johann Heinrich Amman, auch Hans Heinrich Ammann (geboren am 15. November 1607 in Pieterlen; gestorben am 9. Juli 1669 in Neunkirch) war ein Schweizer Siegelschneider, Übersetzer, Münzmeister, Bronzegiesser und Landvogt.

## Leben
Amman war der Sohn des Pfarrers Johann Conrad Amman und dessen Frau Anna (geborene Koch) Er absolvierte eine Lehre als Siegelschneider und war von 1637 bis 1644 Verwalter des Paradieser- und Stipendiatenamts. In den Jahren 1648 bis 1662 war er Grossrat, von 1652 bis 1658 Spendmeister und von 1656 bis 1659 Münzmeister der Stadt Schaffhausen. Er war zudem von 1660 bis 1662 Vogtrichter, 1662 bis 1666 als Zunftmeister der Rüdenzunft im Kloster Rat und zuletzt von 1666 bis 1669 Landvogt der Herrschaft Neunkirch.
Von Amman stammt laut Inschrift die mit seinem vollen Namen signierte Bronzeplatte auf dem Grab des Abtes Eberhard von Bernhausen († 1642) in der Klosterkirche zu Rheinau. Des Weiteren fertigte er zu dem Büchlein Kinder-Lustspiele. Durch Sinn- und Lehrbilder geleitet; zur underweisung in guten sitten. von Jacob Cats die Kupfer und die Übersetzung zu den 18 Kinderspielen, die von Conrad Meyer um weitere acht Spiele ergänzt und illustriert unter den Titel Sechs und zwänzig nichtige Kinderspiel herausgebracht wurden.